# Lords of the Street
Lords of the Street, ook bekend als: Jump Out Boys, is een actiefilm uit 2008 met DMX en Kris Kristofferson in de hoofdrol. De film is opgenomen New Orleans, Louisiana na de orkaan Katrina.

## Verhaal
Een Mexicaanse drugsbaron ontsnapt uit de gevangenis om $15 miljoen te halen, maar twee politieagenten (Sheldon Robins en Kristofferson) worden achter hem aangestuurd.

## Rolverdeling
| Acteur               | Personage               |
| -------------------- | ----------------------- |
| DMX                  | Thorn                   |
| Kris Kristofferson   | Raymond                 |
| Alec F. Rayme        | Jimmy                   |
| Sheldon Robins       | Rechercheur McCoy       |
| Veronica Berry       | Myesha                  |
| Lisa Arnold          | Myrtle                  |
| Randy Austin         | Saranhoff               |
| Ameer Baraka         | Travis Roundtree        |
| J. Omar Castro       | Pedro                   |
| Richard Diggs        | Dr. Tramden             |
| Zacharias Foppe      | Lano                    |
| Shanna Forrestall    | Jeffries                |
| Dan Garcia           | Tweeling                |
| Debby Gaudet         | Mevrouw Wong            |
| Charles Jupiter      | Ziekenhuis patiënt      |
| Armando Leduc        | Santiago                |
| Escalante Lundy      | Tyrone                  |
| Jon McCarthy         | Chavez                  |
| Sam Medina           | Mexicaan                |
| Wayne Douglas Morgan | Sheriff Steele          |
| Christopher Newhouse | Taylor (Raymond's zoon) |
| Antonino Paone       | Abuelo                  |
| Ciera Payton         | Maria                   |
| Alex Rayme           | Jimmy                   |
| Staci Robbins        | Officier Anderson       |